# Луццатто, Самуил Давид
Самуил Давид Луццатто (итал. Samuel David Luzzatto; ивр. שַדָּ"ל‎ [Шадаль] — акроним от ивр. שמואל דוד לוּצאטוֹ‎ [Шмуэль Давид Луцато], род. в 1800 г. в Триесте, ум. в Падуе в 1865) — итальянский исследователь в области еврейской филологии и Библии, поэт и переводчик, историк литературы.

## Биография
Сын набожного токаря. Элементарное образование Луццатто получил в триестской еврейской школе. Путём самообразования изучил затем итальянский, французский, немецкий, латинский и сирийский языки; научился понимать также и греческий и арабский и приобрёл солидные сведения по математике. Имея поэтические наклонности, в 18-летнем возрасте написал по поручению общины стихотворение в честь кронпринца, которое было напечатано и обратило на себя внимание.
Работы Луццатто, его стихотворения и исследования в области еврейских синонимов, появившиеся в «בבודי העתים», принесли ему известность. В 1829 году ему предложили кафедру Библии, религиозной философии и еврейской истории в только что открытом первом еврейско-теологическом институте (Collegium Rabbinicum) в Падуе. Луццатто удалось собрать вокруг себя небольшой кружок преданных еврейству и науке молодых людей. К этому времени относится его труд «Oheb Ger» (1830) — исследование так называемого «Таргум Онкелос» (англ. Targum Onkelos), арамейского перевода Пятикнижия. Публиковал сохранившиеся в разных библиотеках ценные рукописи средневековой еврейской литературы и помогал учёным Рапопорту, Цунцу, Гейгеру, Михаилу Заксу (англ. Michael Sachs) и многим другим. Особенно плодотворны были его филологические исследования еврейского языка и исследования в области библейской экзегезы. Над комментарием к книге Исайи работал целых 20 лет.
Должность преподавателя в Collegium Rabbinicum оплачивалась скудно, и только поддержка одного мецената спасла Луццатто от крайней нужды. Луццатто суждено было пережить семейные несчастья: потерю жены, смерть молодого сына и единственной дочери, помогавшей ему в научных трудах. От усиленных занятий он на старости лет почти совершенно ослеп.

## Религиозно-философское мировоззрение
Выступал против сильной в то время идеи ассимиляции и ратовал за еврейскую самобытность: по мнению Луццатто, в истории человеческой культуры проявляются два могучих, противодействующих друг другу фактора: эллинизм и иудаизм; эстетическое воспитание человечества считал задачей первого, этическое — второго.
В еврейской литературе Луццатто различал произведения, проникнутые духом иудаизма, каким он проявился в Библии, Талмуде и агаде — и навеянные эллинизмом, как произведения александрийской эпохи и религиозно-философские трактаты Средних веков, в особенности Маймонида (1135—1204). Исходя из этой точки зрения, Луццатто отдавал преимущество северофранцузским и немецким раввинским школам Средних веков перед испанско-арабскими. Считая первые выразительницами подлинного еврейского духа, он смело выступил против Маймонида, которому не мог простить, что тот подчинил иудаизм эллинизму и философские истины ставил выше религиозно-этических. Ещё более резко осуждал Авраама ибн-Эзру (1089—1164) за то, что при своих обширных знаниях, тот не имел смелости открыто высказывать свои идеи. Идеалом же прямодушного, скромного, вполне еврейского учёного был для него Раши. Отрицательно относился он и к каббале, которую не мог согласовать с иудаизмом. Ещё в молодости Луццатто написал против каббалы сочинение на еврейском языке, в форме диалога, но напечатал его гораздо позже, когда подобные взгляды на каббалу уже разделялись весьма многими. Подверг критике Спинозу, мировоззрение которого было, с точки зрения Луццатто, диаметрально противоположным мировоззрению иудаизма. Этические начала Луццатто ценил выше умозрительных, и, подчёркивая огромное значение эмоциональных факторов, он находил, что человек, поступающий из суеверных побуждений нравственно и человечно, выше того, кто при глубоком проникновении в сущность божества и его отношений к человеку не исполняет заветов человеколюбия. Религиозно-философское мировоззрение Луццатто обратило на себя в своё время всеобщее внимание.

## Наиболее выдающиеся издания
- 1825 — «Kinnor Naim» (стихотворения, т. Ι и II);
- 1830 — «Oheb Ger» (критическое исследование Targum Onkelos’a);
- 1836 — «Prolegomeni ad una grammatica ragionata della lingua hebraica»;
- 1847 — «Bet ha-Ozar» (сборник еврейских статей, 3 вып.);
- 1848 — «Il Giudaismo illustrato» (2 вып.);
- 1852 — «Wikkuach al-ha-Kabbala»;
- 1856 — «Mebo le-Machzor»;
- 1865 — «Maamar bi-Jesode ha-Dikduk»;
- «Il pentateuco, Volgarizzato e commentato» (комментарий по-еврейски);
- «Il profeta Isaia, volgarizzato e commentato» (комментарий по-еврейски);
- 1865 — «Elementi grammaticali del Caldeo-biblico e del dialetto talmudico babilonese»;
- многочисленные статьи в различных журналах и в трудах других авторов[5].